# Sophie Pointurier
Sophie Pointurier est une écrivaine française, universitaire et interprète en langue des signes.

## Biographie
Sophie Pointurier est enseignante-chercheuse en traductologie. Elle est spécialisée en interprétation en langue des signes française. Elle dirige le master d'Interprétation en langue des signes française de l'École supérieure d'interprètes et de traducteurs.
En 2016, elle publie un ouvrage tiré de sa thèse sur l'interprétation de service public.
En 2022, Sophie Pointurier publie un premier roman, La femme périphérique. Peter et Petra Wolf sont un couple d’artistes allemands actifs dans les années 1990. Alors qu'une rétrospective se prépare, personne n'a vu Peter depuis des années. Une journaliste et un commissaire d'exposition vont mener l'enquête. Le roman aborde la question de l’invisibilisation systémique des femmes artistes et sera finaliste du Prix de la Closerie des Lilas. Sophie Pointurier avait publié une première version de ce roman en 2020, La RDA, Peter et moi, sous le pseudonyme de Gari Kouderc.
En 2023, elle publie un deuxième roman, Femme portant un fusil. Sophie Pointurier s'inspire du livre de Françoise Flamant, Womyn’s Land sur les communautés séparatistes de l'Oregon. Quatre femmes s'installent dans un hameau isolé dans le Tarn, mais l'utopie ne dure pas et la violence de la société les rattrape. Son second roman est lui aussi remarqué et l'émission Quotidien lui consacrera une chronique dans la séquence d'Ambre Chalumeau.
En 2024, elle publie avec la sociologue Sarah Jean-Jacques, Le Déni Lesbien. Celles que la société met à la marge. Dans cet essai, les autrices partent à la rencontre de vingt personnalités lesbiennes pour mieux comprendre les mécanismes qui conduisent à l’effacement des lesbiennes et les violences qu’elles subissent. Le livre fait partie des dix essais féministes favoris de la rentrée littéraire de la rédaction des Inrocks. Le Monde des livres l’a également recensé parmi les essais en prise avec l’actualité. 

## Engagements
À la suite des événements liés à La Manif pour Tous, Sophie Pointurier s’engage dans le collectif La Barbe en 2013.
En 2022, avec Sarah Jean-Jacques, elle fonde l’Observatoire de la lesbophobie, un centre de documentation et de ressources en ligne sur les parcours lesbiens et la lesbophobie.
En 2023, Sophie Pointurier contribue au livre, Et l’amour aussi, publié par la photographe Marie Docher aux éditions de La Déferlante. Elle a participe aux entretiens menés dans le cadre de ce projet et apparaît notamment sur la couverture du livre.

## Publications
- Théories et pratiques de l'interprétation de service public, Paris, Presse Sorbonne Nouvelle, 2016, 140 p. (ISBN 9782878546996)
- La femme périphérique, Paris, HarperCollins France SA, 2022, 352 p. (ISBN 979-10-339-0915-6)
- Femme portant un fusil, Paris, HarperCollins France SA, 2023, 261 p. (ISBN 979-10-339-1453-2)
- Le Déni lesbien, celles que la société met à la marge, co-écrit avec Sarah Jean-Jacques (essai), HarperCollins France SA, 2024, 208 p.  (ISBN 9791033919735)